# 高桥乡 (兴山县)
高桥乡，是中华人民共和国湖北省宜昌市兴山县下辖的一个乡镇级行政单位。

## 行政区划
高桥乡下辖以下地区：
龚家桥村、伍家坪村、洛坪村、贺家坪村、龙潭村、木城村、太阳村、双堰村和大槽村。